# Vliegclub Twente
Vliegclub Twente is een vliegclub die sinds 1964 op Twente Airport vliegt. Ten tijde dat het vliegveld als luchtmachtbasis onder de verantwoordelijkheid van het Ministerie van Defensie viel, was de hangaar nabij de burgerluchthaven gebouwen gesitueerd. Na het sluiten van Vliegbasis Twenthe in 2007, bleef de vliegclub met ontheffing van de overheid op het vliegveld vliegen. Omdat het zuidelijk gedeelte van het terrein werd onttrokken van het vliegveld, werd een voormalige F-16 shelter aan de westkant van het terrein in gebruik genomen als hangaar.
De coördinatie en brandweerfunctie is in deze tijd overgenomen door vrijwilligers van de vliegclub. Sinds de officiële heropening in 2017 van het vliegveld vallen deze taken onder de verantwoording van Twente Airport. In dat jaar is de vloot van hangaar veranderd en betrekt nu een shelter aan de noordkant van het terrein. Vanaf medio 2019 deelt de vliegclub samen met de Twentsche Zweefvlieg Club een gebouw op het vliegveld terrein als clubhuis.
Sinds 2019 is Vliegclub Twente een erkende DTO (Declared Trainings Organisation). Onder deze erkenning biedt de vliegclub opleidingstrajecten voor het LAPL- en PPL-brevet.

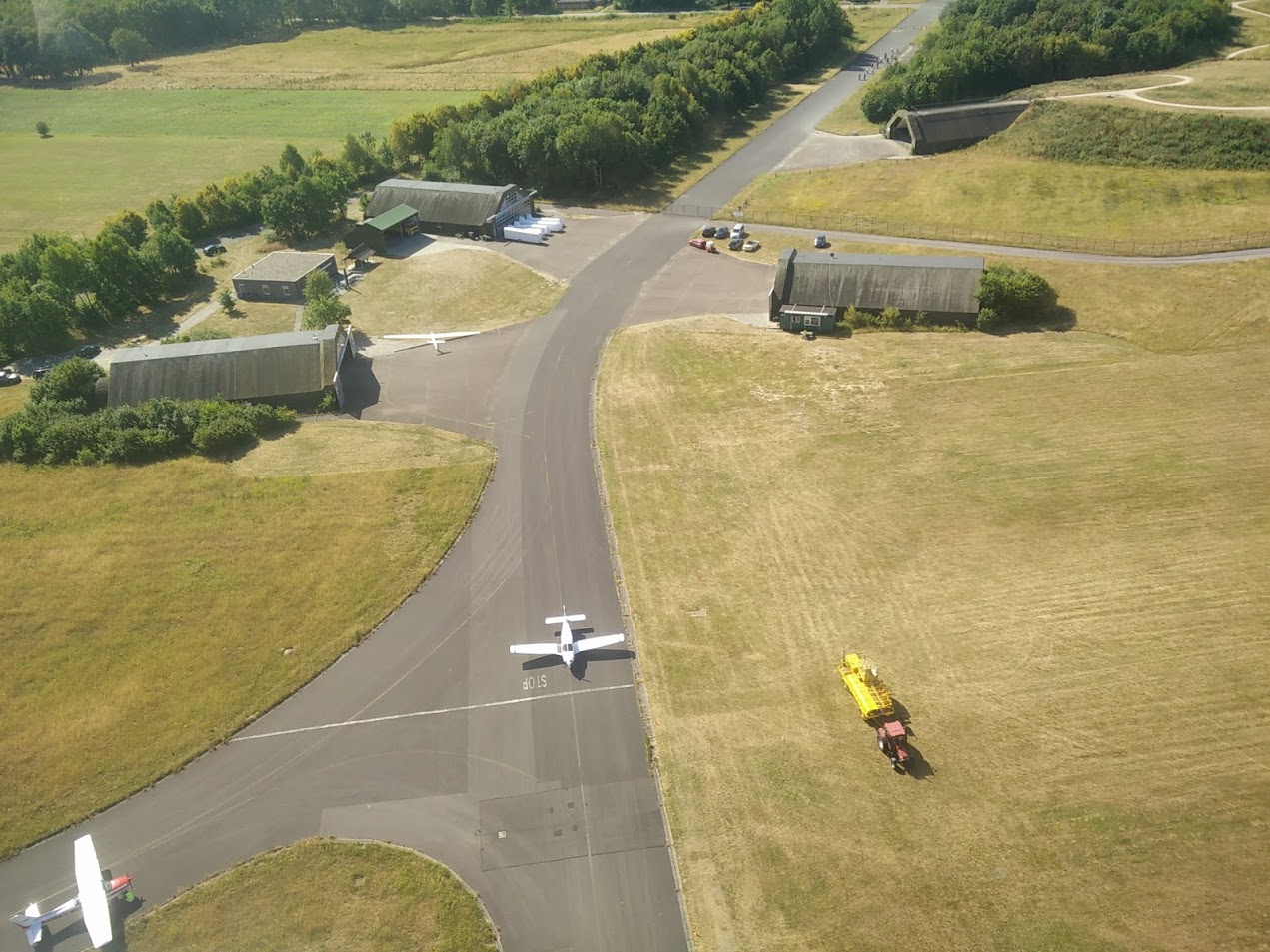
Luchtfoto gebouwen Vliegclub Twente, Tevens is de PH-RRR en de PH-TWM te zien.

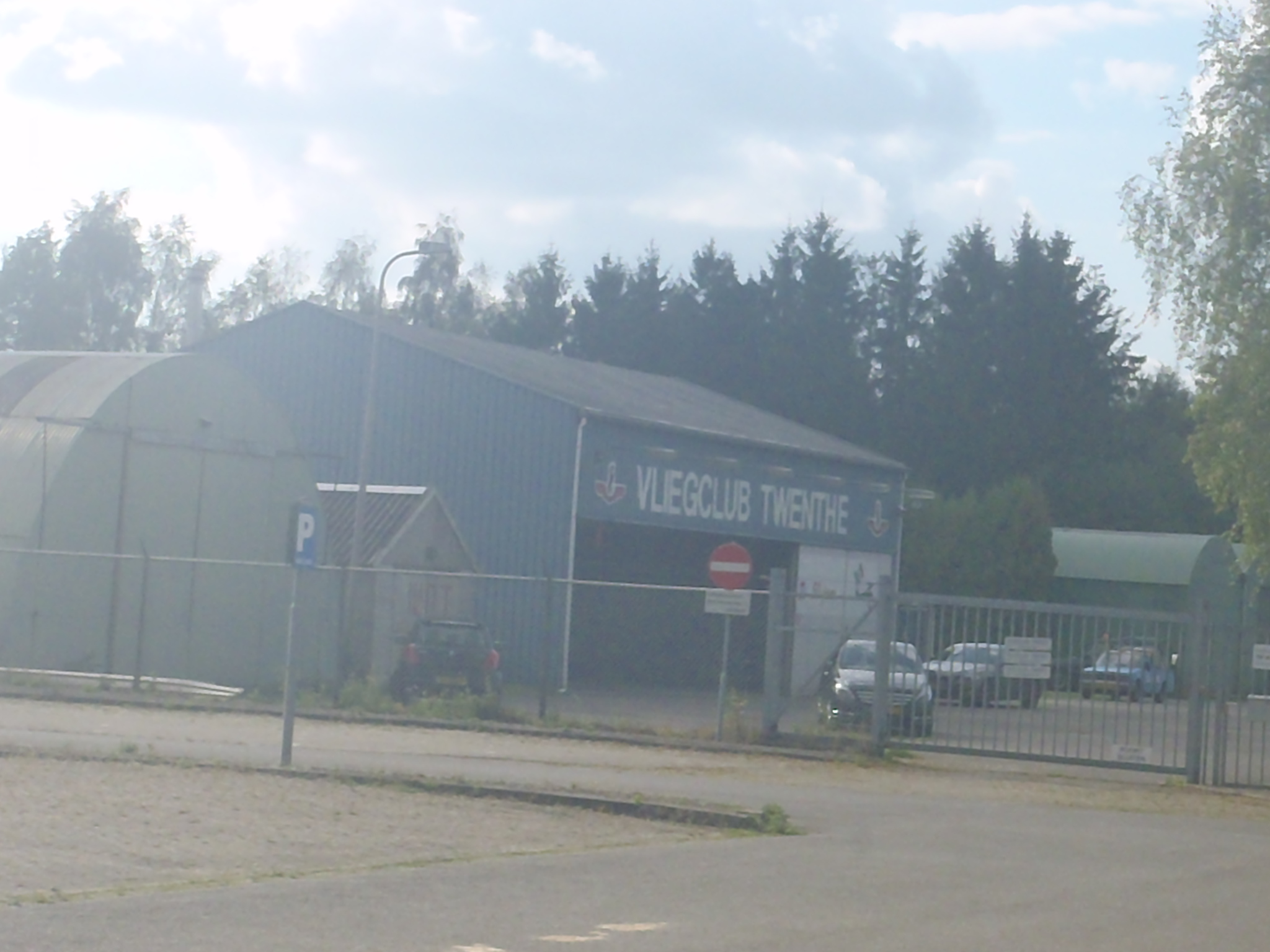
de vroegere hangaar van Vliegclub Twente op Vliegbasis Twenthe

## Vloot
Er wordt gevlogen met drie vliegtuigen:
- Piper Archer 28, Registratie PH-RRR[1]
- Cessna 172SP, Registratie PH-TWK[2]
- Cessna 172P, Registratie PH-TWM[3]

## Ongevallen
In 2004 zijn 3 doden gevallen toen een toestel van de vliegclub, een Piper PA-28 met registratie PH-TWG, crashte in Nordhorn. In 2009, op de dag dat het rapport van deze eerste crash uitkwam, crashte een ander toestel in Nordhorn. Dit toestel was geen eigendom van de vliegclub, maar er zijn wel 2 leden van de vliegclub omgekomen bij deze crash.

## Trivia
- In 2015 stelde Vliegclub Twente zijn toestellen beschikbaar als decor voor de Judas-scène[4] in The Passion die dat jaar op Witte Donderdag voor Pasen werd opgevoerd in Enschede. Deze scène werd op het vliegveld opgenomen en werd op een groot scherm getoond tijdens de voorstelling op het Hendrik Jan van Heekplein.